# Щефан Кунц
Щефан Кунц (на немски: Stefan Kuntz, роден на 30 октомври 1962 г. в Нойнкирхен) е бивш германски футболист и настоящ футболен ръководител.

## Кариера

### Играч
Кунц изиграва от 1983 до 1999 г. 449 мача и отбелязва 179 гола в Първа Бундеслига за отборите на Бохум, Байер Юрдинген, Кайзерслаутерн и Арминия Билефелд. Освен това играе и в Турция за Бешикташ Истанбул. С Кайзерслаутерн той става носител на Купата на Германия (1990 г.) и е шампион на Германия (1991 г.).
През 1991 г. Кунц става първият избран футболист на годината в Германия, който никога преди това не е играл за националния отбор. През 1986 и 1994 г. Кунц е голмайстор на Първа Бундеслига.
От 1993 до 1997 г. Кунц играе за представителния отбор на Германия и става европейски шампион в Англия през 1996 г. В полуфинала срещу домакините той изравнява резултата за 1:1. Освен това нападателят е част от разширения състав на германските национали за световната купа в САЩ'94. В 25 мача за Германия (21 победи, 4 равенства, 0 загуби) Кунц бележи 6 гола. Той е рекордьор измежду германските национални футболисти за най-много срещи без загуба.
В клипа към песента „Three Lions 98“ на британската група The Lightning Seeds четиримата членове на бандата носят екип на Германия с името на Кунц на гърба. Парчето, първоначално записано за Евро'96, е записано на ново за Световното първенство във Франция'98. Песента бързо се утвърждава като номер 1 в класациите и се превръща във футболен химн.
След като прекратява кариерата си на професионален играч, Кунц играе в родната си провинция Саарланд за тогавашните аматьори от Фурпах. Последно той отива да играе в Палация Лимпах, където братът на Кунц е треньор.

### Треньор и мениджър
Кунц тренира първия си отбор Борусия Нойнкирхен (15 ноември 1999 - 30 юни 2000), Карлсруе (1 юли 2000 – 25 октомври 2002), Валдхоф Манхайм и Рот-Вайс Аален. След това той решава, че не иска повече да се занимава с треньорската професия и започва да практикува длъжността на футболен мениджър.
От 1 април 2006 г. до 1 април 2008 г. Кунц е мениджър и член на управата на Бохум. В същата функция преди това той работи и в Кобленц от Регионална лига Юг.
От 8 април 2008 г. Щефан Кунц е изпълнителен директор на Кайзерслаутерн.

## Успехи
Национален отбор
- Шампион на Европа 1996

Национални състезения
- 1x шампион на Германия с Кайзерслаутерн
- 1x Носител на Купата на Германия с Кайзерслаутерн

Лични отличия
- 2x Голмайстор на Първа Бундеслига (1985/86 и 1993/94)
- 1x Футболист на годината (1991)

## Статистика

### Мачове за националния отбор
- 12 като играч на Бешикташ
- 11 като играч на Кайзерслаутерн
- 2 като играч на Арминия Билефелд

### Мачове в Първа Бундеслига
- 170 за Кайзерслаутерн
- 120 за Бохум
- 94 за Байер Юрдинген
- 65 за Арминия Билефелд

### Голове в Първа Бундеслига
- 75 за Кайзерслаутерн
- 47 за Бохум
- 32 за Байер Юрдинген
- 25 за Арминия Билефелд